# Днепро-Брагинское водохранилище
Днепро-Брагинское (бел. Дняпроўска-Брагінскае) — наливное водохранилище в Лоевском районе Гомельской области Беларуси, в 18 км в направлении на северо-запад от Лоева, в бассейне реки Днепр. Возле водохранилища пролегает автомобильная дорога Р-32. Ближайшие населённые пункты Бушатин, Марс, Рекорд.

## Описание
Образовано в 1987 году.
Площадь поверхности составляет 9,68 км². Площадь водосборного бассейна — 590 км². Длина 4,5 км, наибольшая ширина 3 км. Глубина 6,2 м. Объём воды 42,8 млн м³. Среднегодовой сток — 1210 млн м³. Через каналы водохранилище соединяется с реками Днепр и Брагинка.
Расстояние от устья до гидроузла — 1149 км.
Вид регулирования — сезонное.
Используется для аккумуляции воды, увлажнения, орошения прилегающих сельскохозяйственных угодий и рыбоводства.